# Monastero di Santa Maria Nuova (Pescia)

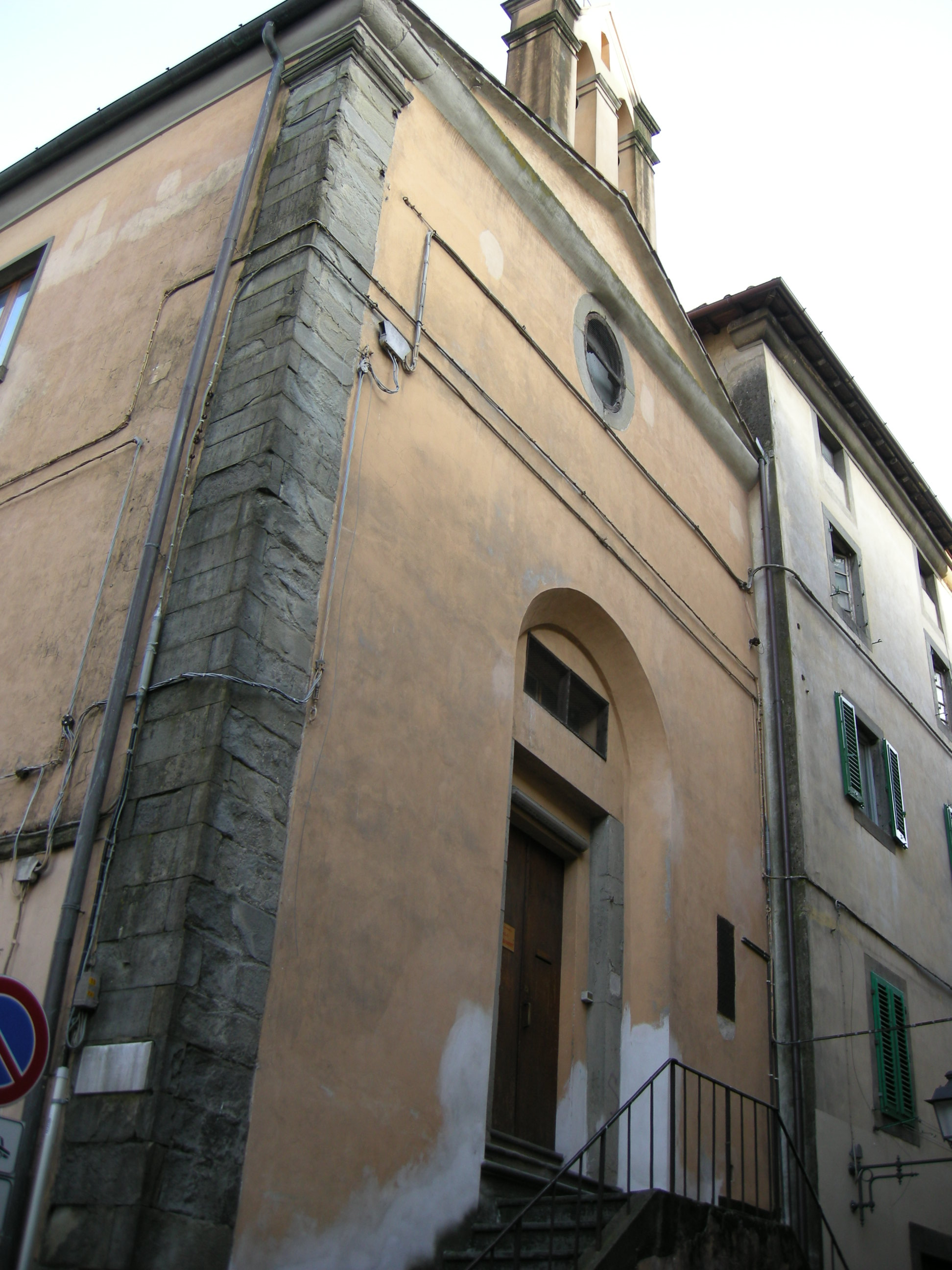
L'ex cappella del monastero, oggi Casa Simonetti

Il Monastero di Santa Maria Nuova è un ex complesso religioso di Pescia, provincia di Pistoia.

## Storia

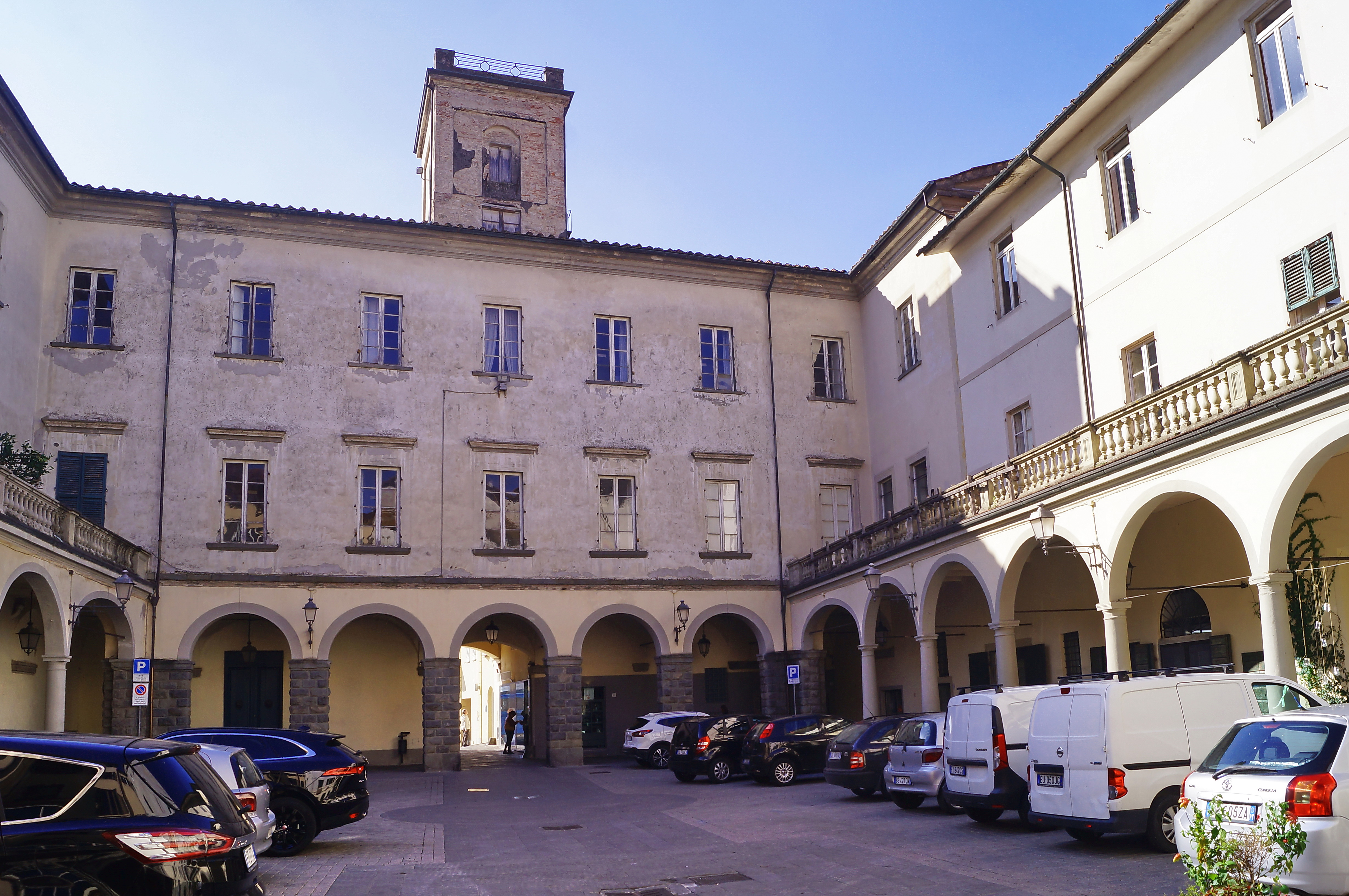
La Piazza del Grano, già chiostro del monastero

Il monastero fu fondato nel 1559 da un gruppo di monache benedettine, nel luogo dove sorgeva l'ospedale medievale dei Santi Jacopo e Filippo. Il lato orientale e meridionale del monastero ingloba ampi brani della cerchia muraria urbana, tra cui una grossa torre, ribattezzata Torre delle scuole. Fra i monasteri più grandi di Pescia, rimase in attività fino al 1808, quando fu interessato dalle soppressioni napoleoniche. Successivamente, il grande chiostro del monastero fu acquisito dal comune di Pescia, che lo trasformò in una piazza pubblica dedicata al commercio delle granaglie. Anche il monastero divenne di proprietà pubblica e, alla fine del XIX secolo, ospitò le Regie Scuole Tecniche, poi le scuole elementari e medie, infine la sede dell'istituto "Francesco Marchi" per ragionieri commercialisti. Dagli anni '80 fino ai primi anni 2000, ha ospitato gli uffici dell'Azienda Sanitaria Locale. La chiesa del monastero, posta sul lato settentrionale, è divenuta di pertinenza della diocesi di Pescia. Nel 1948, in occasione del cinquantesimo di episcopato di Angelo Simonetti, la chiesa fu trasformata in una struttura per le associazioni cattoliche di Pescia, che accoglieva perfino un cinema. La zona presbiteriale, nella quale si trova un pregevole crocifisso trecentesco, un tempo assai venerato, è stata trasformata in cappella del SS. Crocifisso, affidata alla Chiesa ortodossa rumena.